# Nikki van der Zyl

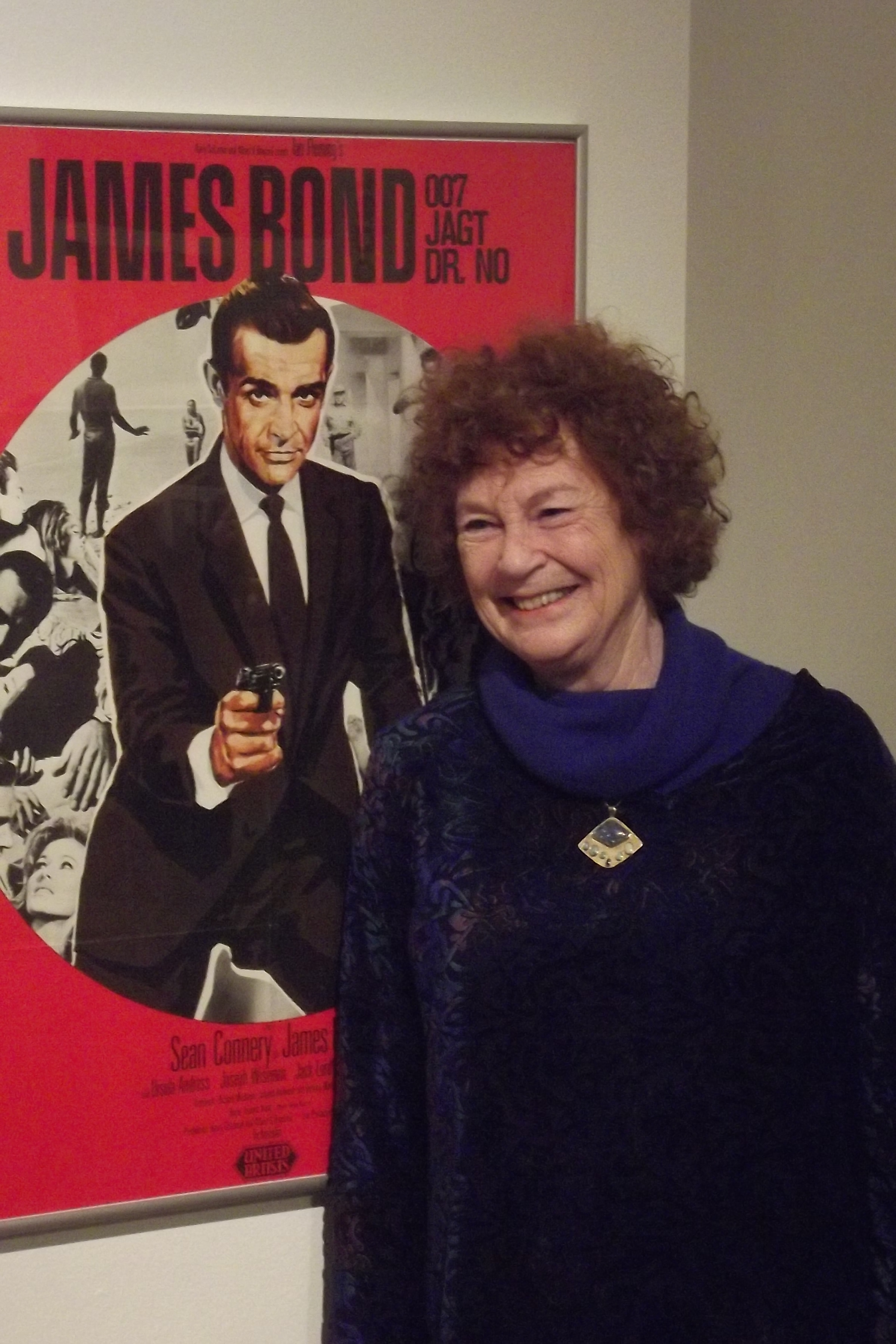
Nikki van der Zyl, 2013

Monica „Nikki“ van der Zyl (geboren 27. April 1935 in Berlin; gestorben 6. März 2021 in London) war eine deutsche, im Vereinigten Königreich tätige Schauspielerin und Synchronsprecherin, die in den 1960er- und 1970er-Jahren in zahlreichen britischen Kinofilmen und Fernsehserien Rollen in englischer Sprache nachsynchronisiert hat. Im Nachhinein bekannt wurde van der Zyl vor allem durch ihre Mitwirkung in James-Bond-Filmen; so sprach sie nicht nur die von Ursula Andress verkörperte Rolle der Honey Ryder in James Bond – 007 jagt Dr. No, sondern auch die meisten anderen weiblichen Figuren in diesem Film.

## Biografie
Nikki van der Zyl wurde 1935 in Berlin als Tochter des Rabbiners Werner van der Zyl geboren. Ihre Mutter war eine Konzertpianistin. Anfang 1939 begleitete Werner van der Zyl einen Kindertransport nach England. Angesichts der zunehmenden Verfolgung der Juden in Deutschland blieb van der Zyl in London und holte seine Familie nach.
Nikki van der Zyl besuchte die für deutsche Flüchtlingskinder gegründete Stoatley Rough School in Surrey, wo sie die englische Sprache erlernte. Als Elfjährige wirkte sie bei der Synchronisation eines deutschen Kinderfilms für den britischen Markt mit; das weckte ihr Interesse an der Schauspielerei. Nach Beendigung der Schule besuchte van der Zyl zunächst die Central School of Speech and Drama und dann die Preparatory Academy der Royal Academy of Dramatic Art (RADA), um Schauspiel zu studieren. Nachdem sie aber nicht an der RADA aufgenommen worden war, schloss sie sich für zwei Jahre einem Tourneetheater an. Auf Vermittlung des Synchronsprechers und -regisseurs Robert Rietti erhielt van der Zyl Ende der 1950er-Jahre ein Engagement in den De Lane Lea Studios, das sich auf die nachträgliche Aufnahme von Dialogen in der Postproduktion von Spielfilmen spezialisiert hatte. Zu ihren ersten Sprechrollen gehörte 1958 die Nachsynchronisation von Marie Versini in Zwei Städte und 1960 die von Shirley Anne Field in Man in the Moon.
Als 1962 der erste James-Bond-Kinofilm James Bond – 007 jagt Dr. No entstand, suchten die Produzenten Albert R. Broccoli und Harry Saltzman nach einer Schauspielerin, die die Stimme ihrer Hauptdarstellerin Ursula Andress ersetzen konnte. Anstelle von Andress’ schweizerdeutschem Akzent sollte ein „mid-atlantischer“ Akzent zu hören sein. Nikki van der Zyl übernahm diese Aufgabe und sang auch das Lied Underneath the Mango Tree bei dem ersten Auftritt Andress’, als Honey Ryder dem Meer entsteigt. Zyls Arbeit beeindruckte, sodass sie beauftragt wurde, zusätzlich Eunice Gaysons Rolle der Sylvia Trench nachzusynchronisieren, da Gaysons Stimme als zu vornehm empfunden wurde. Am Ende sprach van der Zyl in Dr. No alle weiblichen Rollen mit Ausnahme von Lois Maxwells Miss Moneypenny und Zena Marshalls Miss Taro ein. Für ihre Arbeit erhielt van der Zyl pro Aufnahmesitzung 25 Pfund Sterling.
In den folgenden Jahren synchronisierte van der Zyl in fast allen James-Bond-Filmen der 1960er- und 1970er-Jahre eine oder mehrere weibliche Figuren, darunter die Bond-Girls Shirley Eaton in James Bond 007 – Goldfinger, Claudine Auger in James Bond 007 – Feuerball, Mie Hama in James Bond 007 – Man lebt nur zweimal und in einzelnen Szenen Jane Seymour in James Bond 007 – Leben und sterben lassen. Während der Produktion von Goldfinger arbeitete van der Zyl zusätzlich als Sprechtrainerin für Gert Fröbe, der letztlich in der Originalversion von einem britischen Schauspieler nachsynchronisiert wurde. Ihre letzte Arbeit an einem James-Bond-Film war 1979 für James Bond 007 – Moonraker – Streng geheim.
Neben der Arbeit für die Bond-Filme von Eon Productions wirkte van der Zyl als Synchronsprecherin in mehreren Produktionen von Hammer Films mit. Weitere nennenswerte Filmproduktionen mit van der Zyl als ungenannte Synchronsprecherin waren Ipcress – streng geheim, Herrscherin der Wüste, in dem sie erneut Ursula Andress synchronisierte, und Eine Million Jahre vor unserer Zeit, in dem sie Raquel Welchs Grunzlaute nachvertonte. 1964 agierte sie zudem als Stuntfrau in dem Carry-On-Film Ist ja irre – Cäsar liebt Cleopatra. Zwei Jahre später hatte Nikki van der Zyl in Ist ja irre – Nur nicht den Kopf verlieren einen Kurzauftritt vor der Kamera.
Auch im Fernsehen übernahm sie die Nachsynchronisation einzelner Gastrollen bei Fernsehserien wie Mondbasis Alpha 1, UFO, Simon Templar und Die 2, die zwei letzteren mit dem späteren James-Bond-Darsteller Roger Moore in der Hauptrolle. Da Nikki van der Zyl bei keiner ihrer Arbeiten in den Credits genannt wurde, ist die Zahl der Filme und Fernsehproduktionen unbekannt. Es werden mehr als 100 Produktionen angenommen.
Ende der 1970er-Jahre beendete van der Zyl ihre Karriere als Synchronsprecherin. Sie wurde Rechtsanwältin und von 1979 bis 1990 Assistentin des konservativen Abgeordneten David Mellor. Zusätzlich war sie als Parlamentskorrespondentin beim britischen Fernsehsender ITV tätig. 1992 ging sie in den Ruhestand und trat als Malerin und Dichterin in Erscheinung.
Erst Mitte der 1980er-Jahre wurde van der Zyls Mitwirkung in den Bond-Filmen bekannt. 2012 berichteten Medien von einem Streit über die Mitwirkung van der Zyls an Veranstaltungen zum 50. Jahrestag der Premiere von Dr. No. So soll die Schauspielerin Shirley Eaton auf ihre Ausladung bestanden haben, offenbar war es ihr peinlich, dass ihr Auftritt in Goldfinger nachvertont worden war. Anfang 2013 erschien van der Zyls Autobiografie For Your Ears Only. Im November 2013 wurde an die Geschichte von Nikki van der Zyls Familie in ihrer Heimatstadt Berlin mit der Ausstellung Night Flight to Berlin erinnert.
Nikki van der Zyl starb am 6. März 2021 im Alter von 85 Jahren. Sie war zweimal verheiratet und hatte zwei Kinder. Ihre Schwiegertochter Marie van der Zyl ist seit 2018 Präsidentin des Board of Deputies of British Jews.

## Filmografie (Auswahl)
Nikki van der Zyl wird bei keinem ihrer Auftritte namentlich genannt, weshalb es keine vollständige Filmografie gibt. Bei den in dieser Auswahl genannten Filmen war van der Zyl gemäß der Internet Movie Database, dem British Film Institute und den Nachschlagewerken Das große James Bond-Lexikon und Hammer Complete: The Films, the Personnel, the Company als Synchronsprecherin beteiligt.
- 1958: Zwei Städte (A Tale of Two Cities)
- 1960: Im Land der langen Schatten (Ombre bianche)
- 1960: Man in the Moon
- 1962: James Bond – 007 jagt Dr. No (Dr. No)
- 1963: James Bond 007 – Liebesgrüße aus Moskau (From Russia with Love)
- 1963: Call Me Bwana
- 1964: Ist ja irre – Cäsar liebt Cleopatra (Carry on Cleo)
- 1964: James Bond 007 – Goldfinger (Goldfinger)
- 1965: James Bond 007 – Feuerball (Thunderball)
- 1965: Herrscherin der Wüste (She)
- 1965: Ipcress – streng geheim (The Ipcress File)
- 1965: Modesty Blaise – Die tödliche Lady (Modesty Blaise)
- 1966: Der blaue Max (The Blue Max)
- 1966: Finale in Berlin (Funeral in Berlin)
- 1966: Ist ja irre – Nur nicht den Kopf verlieren (Carry On Don’t Lose Your Head)
- 1966: Eine Million Jahre vor unserer Zeit (One Million Years B.C.)
- 1966: Nächte des Grauens (1966) (The Plague of the Zombies)
- 1967: Casino Royale
- 1967: Frankenstein schuf ein Weib (Frankenstein Created Woman)
- 1967: Heiße Katzen (Deadlier Than the Male)
- 1967: James Bond 007 – Man lebt nur zweimal (You Only Live Twice)
- 1967: Minirock und Kronjuwelen (The Jokers)
- 1967: Der Sklave der Amazonen (Slave Girls)
- 1969: Fräulein Doktor
- 1969: Krakatoa – Das größte Abenteuer des letzten Jahrhunderts (Krakatoa, East of Java)
- 1969: James Bond 007 – Im Geheimdienst Ihrer Majestät (On Her Majesty’s Secret Service)
- 1970: Dracula – Nächte des Entsetzens (Scars of Dracula)
- 1970: Zwei Kerle aus Granit (You Can’t Win 'Em All)
- 1971: James Bond 007 – Diamantenfieber (Diamonds Are Forever)
- 1973: James Bond 007 – Leben und sterben lassen (Live and Let Die)
- 1974: The Cherry Picker
- 1974: James Bond 007 – Der Mann mit dem goldenen Colt (The Man with the Golden Gun)
- 1979: James Bond 007 – Moonraker – Streng geheim (Moonraker)